# Zeritis zorites
Zeritis zorites är en fjärilsart som beskrevs av William Chapman Hewitson 1874. Zeritis zorites ingår i släktet Zeritis och familjen juvelvingar. Inga underarter finns listade i Catalogue of Life.